# ペンタゴン (お笑いコンビ)
ペンタゴンはかつて存在した日本のお笑いコンビ。2009年5月結成。大阪NSC28期生。元SMA NEET Project所属。

## メンバー
清水 誠（しみず まこと、1984年2月23日 - ） - ツッコミ担当
愛知県出身。B型。身長165cm、体重58kg。足のサイズ26cm。近畿大学卒業。
肉と米と『キン肉マン』が好き。
肌の調子を気にして野菜ジュースを飲んでいる。
酒が弱いことが悩み。
ゴリラに似ていて、ゴリラ、ミニゴリラ、ゴリ水といじられることがしばしば。バナナが大好きという体裁でやっているが、「あんな水分のないやつがフルーツづらしてる」と腹を立てているらしい。
「なんで？」と質問の質問をすることがよくある。
マンガを描いていたことがあり、絵が上手い。相方の似顔の出来には自信あり。ただ、本人よりもかなり気持ち悪く描かれている。
解散後、ピン活動を経て、ぴろと「キュウ」を結成してオフィス北野に移籍。2018年9月よりタイタン移籍。
新城 長秀（あらしろ ながひで、1983年12月24日 - ） - ボケ担当
沖縄県石垣市出身。B型。身長168cm、体重65kg。足のサイズ26.5cm。沖縄県立八重山商工高等学校卒業。
腕時計集めが趣味。
好きな食べ物は八重山そばとメロン。
名前の画数で占う姓名判断を得意としている。
解散後、ピン芸人「あらしろん」として活動後、2013年12月に男女コンビ「シュガーブロッサム」を結成するも解散。その後2015年5月1日にコンビ「モーニングマン」を結成し活動。

## 概要
- NSC28期生。養成所で出会い、別々のコンビを組んでいたが、それぞれ分かれたので2人でコンビ結成。
- 大阪で活動するが、いったん解散し、再度東京でコンビ再結成。
- コンビ名の由来は『キン肉マン』好きの清水が好きな超人の名前から。占いが得意な新城が画数を見て、運の良い画数だということで“ペンタゴン”が採用された。
- キャッチフレーズは「時空をこえろ 五次元殺法 ペンタゴン」。
- 新城は2009年R-1ぐらんぷり予選でネタが飛んでしまい、キャラの名前である「ナルシスト新城です」と3回名乗り、15秒ではけてしまう。異例の審査員が立ち上がるというエピソードも持っている。
- 清水の唯一の自己紹介ギャグ「どうも〜、きよみず、ぬくみず、僕、清水エスパルス！」は五軍奮闘LIVE以来披露されていない。
- 新城自己紹介ギャグ「あらし〜、あらし〜、ろ〜で〜す」と嵐のメロディで自己紹介する（先輩からのプレゼントギャグ）。
- 新城自己紹介ギャグ2「しーろーの、あーらーです」と言って両親指立てて自分を指す。
- 清水が口うるさく言ったことでナーバスになり石垣に帰郷。半年後に復帰。以来、清水は新城に今まで以上に優しく接することを心がけるようになる（『嗚呼！しらきのお笑い給湯室』 http://www.tokyonetradio.com/ch/ah_shiraki.html]より）。
- 舞台出番前には握手をして「たのしんで、元気よく、落ち着いて」と言う。

## 芸風
- 主に新城の興味のあるランキングを発表する形式の漫才。
- 清水のテンション別、お腹さわさわツッコミ。
- 新城の顔面・お腹なでられ放題でつっこまれる。
- 清水の好きなキン肉マンから“四次元殺法コンビ”のコントも持っている。
- 2009年末頃まではコントをメインとしていたが漫才に切り替えた。
- コントでのキャラ
  - ナルシスト新城 - 新城のナルシストぶりをナチュラルに発揮。グルメリポートもクールにこなす。派手なエンジのシャツに赤いバラがトレードマーク（エンジのシャツは清水の私物）。どんな表現も美しくしてしまう。どんな日常もナルシスト角度で素敵なポーズにする。
  - シミ子 - 清水扮するヒステリックな乙女。彼氏からのサプライズが大好物。かなり明るい茶髪のソバージュヘア。二の腕がたくましい。スリーサイズはB:D70だけ判明している。ベージュ系の下着を着用（清水実姉がモデルという噂）。